# Bardiya (dystrykt)

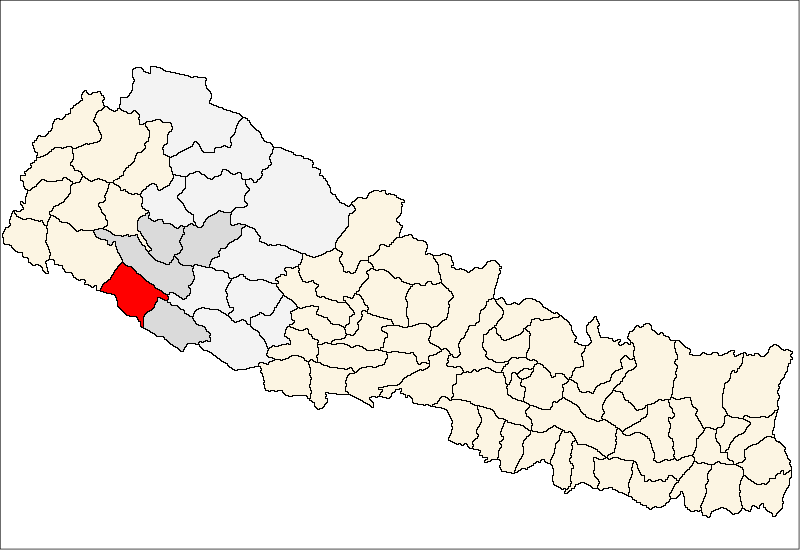
Dystrykt Bardiya

Dystrykt Bardiya (nep. बर्दिया) – jeden z siedemdziesięciu pięciu dystryktów Nepalu. Leży w strefie Bheri. Dystrykt ten zajmuje powierzchnię 2025 km², w 2001 r. zamieszkiwało go 382 649 ludzi. Stolicą jest Gularia.